# Paranthropus aethiopicus
O Paranthropus aethiopicus foi um hominídeo bípede do gênero Paranthropus que viveu há entre 2,8 e 2,2 milhões de anos, no Plioceno. Os fósseis representando o início desse gênero incluem alguns fósseis fragmentados da Etiópia e um crânio encontrado no Lago Turkana, sítio no Quênia conhecido como Caveira Negra. Esse crânio tem um volume de cerca de 410 ml, o menor cérebro de adulto já descoberto em um hominídio estabelecido. O crânio também tem a mais definida linha sagital entre os hominídeos, a face mais prognática e molares extremamente grandes (apesar de não ter sido encontrado nenhum dente com o crânio).
Como todos os outros membros de Paranthropus, essa espécie foi uma vez colocada no gênero Australopithecus.

## Histórico
O primeiro espécime de Australopithecus aethiopicus foi descoberto no sul da Etiópia pelos arqueólogos franceses Camille Arambourg e Yves Coppens em 1967. Os especialistas o batizaram de Omo 18. É um antecessor do fóssil KNM-WT 17000, descoberto por Alan Walker. A descoberta descoberto em 1985 por Alan Walker em West Turkana, no Quênia, KNM WT 17000 (conhecido como o "Black Skull", devido à coloração escura do osso, causada por níveis elevados de manganês), é um dos primeiros exemplos de robusta hominídeos Plioceno. Uma característica fundamental do Omo 18 é que ele tem uma mandíbula em forma de V ao contrário das espécies de Australopithecus encontradas. Embora o Omo 18 seja o primeiro crânio descoberto desta espécies, muitos paleoantropólogos ignoraram a descoberta na base de que era semelhante ao de outras espécies de australopitecos. Uma vez KNM-WT 17000 foi descoberto, o interesse renovado em Omo 18 e que foi reclassificado.

## Descrição
P. aethiopicus foi proposto pela primeira vez em 1967 para descrever uma mandíbula desdentada parcial (Omo 18) encontrado na Etiópia por paleontólogos franceses. A mandíbula e os fragmentos de dentes foram descobertos. P. aethiopicus tinha uma crista grande sagital e arco zigomático adaptados para mastigação pesada (como em crânios de gorilas). Não se sabe muito sobre esta espécie desde a melhor evidência vem da "Black Skull" e da mandíbula. Não há material suficiente para fazer uma avaliação para o quão alto eles eram, mas eles podem ter sido tão alto como o Australopithecus afarensis. Paranthropus aethiopicus é considerado um hominídeo arcaico megadonte, este termo que se refere ao enorme tamanho do dente pós-canino coroas. A descoberta inicial foi uma mandíbula desdentada adulto na formação Shungura da região Omo da Etiópia em 1967 (Omo 18,18). As camadas de cinzas acima e abaixo dos fósseis de dar uma data aproximada de 2,3 a 2,5 milhões de anos. Há apenas um crânio quase completo para este hominídeo, por isso é difícil fazer inferências adequadas sobre características físicas. No entanto, pode-se dizer que o crânio é similar ao disponível P. boisei, embora os incisivos são maiores, a face mais prognática, e à base do crânio menos flectido.